# Parmotrema moreliense
Parmotrema moreliense är en lavart som först beskrevs av B. de Lesd., och fick sitt nu gällande namn av W. L. Culb. & C. F. Culb. Parmotrema moreliense ingår i släktet Parmotrema och familjen Parmeliaceae.   Inga underarter finns listade i Catalogue of Life.